# Flora (cráter)
Flora es el nombre de un cráter sobre la superficie de Marte. El cráter es una depresión circular irregular con crestas pronunciadas y creada por un evento de impacto. Se encuentra ubicado en el cuadrángulo Argyre a unos 20 kilómetros (12,4 mi) en la vecindad del cráter Torsö y a unos 85 kilómetros (52,8 mi) Este del cráter Tara.

## Epónimo
Como es de costumbre en la nomenclatura, los pequeños cráteres de menos de 60 km llevan el nombre de pequeños pueblos y aldeas. En 1976, el cráter recibió el nombre de la ciudad de Flora, un pequeño pueblo de unos 1,500 habitantes en el corazón del estado estadounidense de Misisipi.